# Linciaggio di Tallulah
Il Linciaggio di Tallulah  fu un crimine che avvenne il 21 luglio 1899 nella cittadina statunitense di Tallulah in Louisiana. 
L'episodio coinvolse cinque cittadini italiani originari di Cefalù Francesco Di Fatta, Giuseppe Di Fatta, Pasquale Di Fatta, Rosario Fiduccia e Giovanni Cerami. Tutto ebbe inizio quando una capra di Francesco Di Fatta fu uccisa dal Dott. Hodge (coroner della cittadina) dopo che per l'ennesima volta era andata nel terreno di sua proprietà. I due si scontrarono animatamente nella bottega del Di Fatta sino a quando il coroner iniziò a sparare dentro la bottega. A questo punto intervennero i fratelli di Francesco, Giuseppe e Pasquale con Rosario Fiduccia e Giovanni Cerami per difenderlo. Questi ultimi due insieme a Francesco Di Fatta finirono in prigione. Nella notte la prigione fu presa d'assalto da una folla inferocita e Fiduccia, Cerami e Francesco Di Fatta, insieme ai suoi fratelli, furono impiccati.